# Zagorica, Mirna
Zagorica je naselje v občini Mirna.
Zagorica je razložena vasica zahodno od Mirne na vrhu istoimenskega hriba ob cesti s Ševnice. Naselju pripada tudi zaselek Trnič, ki se nahaja na zahodni strani na razgledni vinski gorici z zidanicami in vinogradi okoliških prebivalcev. Proti severu se svet strmo spušča v Mirnsko dolino, na zahodu pa se nahaja dolina Dolič s potočkom Mirnščico, ki izvira pri Lazarju. Na jugu je globoka dolina Zandol, na vzhodu pa slemeni Suhbrije in Gabrje, ki sta poraščeni z gozdom. Južno od vasi se nahajajo njive Praprotnice, deloma na terasah, najbližji izviri vode pa so studenec Pod Žlebino in izvir v Zandolu pri Škerjančah.